# Hoplocarida
Los hoplocáridos (Hoplocarida) son una subclase de crustáceos malacostráceos con 19 segmentos corporales (5 cefálicos, 8 torácicos y 6 abdominales) más el telson. Su principal característica distintiva es el segundo par de toracópodos grande y raptor. Se conocen unas 350 especies actuales, todas ellas dentro del orden estomatópodos.

## Clasificación
Según Martin & Davis, los hoplocáridos son una subclase independiente, aunque en otras clasificaciones se les considera un superorden de eumalacostráceos; se clasifican como sigue:
- Orden Stomatopoda Latreille, 1817.
  - Suborden Unipeltata Latreille, 1825.
    - Superfamilia Bathysquilloidea Manning, 1967.
    - Superfamilia Gonodactyloidea Giesbrecht, 1910.
    - Superfamilia Erythrosquilloidea Manning & Bruce, 1984.
    - Superfamilia Lysiosquilloidea Giesbrecht, 1910.
    - Superfamilia Squilloidea Latreille, 1802.
    - Superfamilia Eurysquilloidea Ahyong & Harling, 2000.
    - Superfamilia Parasquilloidea Ahyong & Harling, 2000.